# Rue Lallier
Rue Lallier är en gata i Quartier de Rochechouart i Paris nionde arrondissement. Gatan är uppkallad efter Michel de Lallier, Frankrikes skattmästare under 1400-talet. Rue Lallier börjar vid Avenue Trudaine 26 och slutar vid Boulevard Marguerite-de-Rochechouart 53.

## Omgivningar
- Notre-Dame-de-Lorette
- Rue des Martyrs
- Rue Alfred-Stevens
- Cité Malesherbes

## Bilder
| - Gatuskylt. - Notre-Dame-de-Lorette. |

## Kommunikationer
- Tunnelbana – linjerna   – Pigalle
- Tunnelbana – linje  – Anvers
- Busshållplats Rochechouart – Martyrs – Paris bussnät

### Webbkällor
- ”Rue Lallier”. Mairie de Paris. https://web.archive.org/web/20160303185046/http://www.v2asp.paris.fr/commun/v2asp/v2/nomenclature_voies/Voieactu/5200.nom.htm. Läst 26 november 2023.
- ”Rue Lallier (9ème arrondissement)”. Les rues de Paris. https://web.archive.org/web/20160406081427/http://www.parisrues.com/rues09/paris-09-rue-lallier.html. Läst 26 november 2023.